# Punkt eksploatacyjny
Punkt eksploatacyjny – wyznaczone miejsce na sieci kolejowej służące eksploatacji kolei.
Punkty eksploatacyjne dzieli się na:
- posterunki ruchu, służące do zapewnienia sprawnego i bezpiecznego prowadzenia ruchu kolejowego,
- punkty ekspedycyjne (handlowe) to przystanki osobowe, ładownie i bocznice[2].